# 女刑事ペルソナ
『女刑事ペルソナ』（おんなけいじペルソナ）は、原作・出海まこと、作画・高橋雄一郎による日本の漫画。白泉社の『ヤングアニマル』に連載された。

## 作品概要
警視庁捜査共助課の捜査支援係（架空の部署）を舞台に、解離性同一性障害を持つ女捜査官の阿久津沙耶香と、その相棒で銃の持てない刑事・一ノ瀬逞の活躍を描いた刑事漫画。潜入捜査を描いた作品であり、沙耶香がハニートラップで容疑者を尋問したり、悪人に（沙耶香を含む）婦女子が性的暴行を受けたり、果ては女性キャラクターが母乳を噴き出すなど、過剰な性描写が多く見られる。しかし内容自体は、臓器提供問題、性的虐待、左翼ゲリラ組織の問題などを多く取り扱っており、シナリオ自体はシリアスな展開で進んで行くのも特徴である。

## あらすじ
act.1
PTSDにより拳銃を使うことが出来なくなった一ノ瀬逞刑事は、捜査共助課の捜査支援係捜査特捜班に配属される。係長の阿久津沙耶香刑事の美貌とやる気のなさに少々疑問を抱く一ノ瀬だったが、彼女が潜入捜査により幾多の業績を残している敏腕刑事だと知り、興味を引かれる。そんな中、一ノ瀬と沙耶香に下された最初の任務は、人気脚本家・牧島偲とその仲間たちの麻薬取引疑惑の調査だった。
act.2
都内で頻発する病院内窃盗事件を追う捜査特捜班の下に、一通の依頼が舞い込む。赤穂総合病院勤務を名乗るその人物からの内部告発を手掛かりに、沙耶香は看護師に紛れ込み、一ノ瀬の仮病をタネに赤穂総合病院に潜入する。捜査を進める中、沙耶香は窃盗事件の裏に隠されたもう一つの事件の存在を知る。
act.3
痴漢組織・レジオン摘発に向かった鉄道警察隊の佐倉雪乃巡査が、レジオンの襲撃を受けて輪姦されるという事件が勃発する。レジオンの壊滅のため沙耶香と一ノ瀬は満員電車で囮捜査を行うが、一ノ瀬が捕まえた痴漢はレジオンとは無関係の痴漢常習犯・千田だった。蛇の道は蛇ということで千田も協力させ、レジオン摘発に向かう捜査特捜班だったが、レジオンの首魁・最上の仕掛けた罠に沙耶香は捕らえられてしまう。
act.4
豪華客船「るるいえ」内で行われている闇取引の実態を暴くため、沙耶香と一ノ瀬は若夫婦に扮して「るるいえ」に潜入する。そこで一ノ瀬は、かつての武術の師である武松と出会う。武松を味方に付けた沙耶香は次々に変装を重ね、「るるいえ」のオーナーである茂木社長へと接近していく。
act.5
20年前に世間を騒がせた反政府武装勢力「赤い彗星」のリーダー・深見十蔵との交流があったという情報を聞きつけ、捜査支援係は財界の重鎮・副島礼一の私邸に潜入する。副島の倒錯的な命令を受けながらも、2人は遂に深見の居場所を突き止める。
act.6
頻発する銃犯罪に対応するため、警視庁は新たに特別機動隊を編成する。都内で未成年に銃器を密売している犯罪シンジゲート・コンコードを壊滅させるため、捜査支援係は半強制的に特機に協力させられる。正と邪、2つの陰謀が錯綜する中、物語の最後の歯車が動き始めるのだった。

## 登場人物

### 警視庁

#### 捜査共助課
阿久津 沙耶香（あくつ さやか）
本作の主人公。捜査特捜班班長。年齢は不明だが、作中の台詞から推測するに一ノ瀬より年上。
美貌と変装術を武器に数多の犯罪者を捕縛してきた敏腕女刑事であり、普段はガサツでやる気のない性格を装っているものの、幼少期から解離性同一性障害を患っており、複数の人格が同時に存在する特異体質。与えられた「ペルソナ」（仮面）の仇名も代役女優をした頃に付けられたもので、演者そのものを演じながら役を演じ切るという離れ業を行った際に付いたとのこと。普段から人間観察を行っており、複数の人格を瞬時に切り替えることが可能。しかしそれに伴い、自己の存在に対し疑問を抱いており、幼少期のトラウマから、時計の音を聞かされ続けると精神崩壊を起こしてしまうという弱点がある。
運動神経抜群で、武松から少し講習を受けただけで男性レスラーをKOしてしまうなど高い身体能力を持ち、水泳も真冬に着衣のまま泳いで犯人を捕まえるほどに得意。
また、かなりの巨乳であり、性的に絶頂を起こすと母乳を噴き出す体質。普段からメガネをかけているが、近眼かどうかは不明（コンタクトレンズに関する設定はない）。
普段から黒のタンクトップにタイトスカート、赤い袖無しのジャケットというラフなスタイルで捜査に向かっており、婦人警官の制服を着ることは滅多にない。
一ノ瀬に対しては最初こそ粗雑に扱い、ハニートラップを仕掛ける振りをして虐めたりと舐め切った態度を取るものの、次第に心惹かれて行くようになり、完全な好意を抱くこととなる。コンコード事件後は銃創を治療するために療養期間に入り、一ノ瀬と結ばれる道を選ぶ。
一ノ瀬 逞（いちのせ たくま）
捜査特捜班の新人捜査員。
以前は刑事課に所属していたが、恋人（同僚の婦人警官）を誤って射殺してしまったトラウマから銃が持てなくなり、一時は自殺さえ考えるほどに追い詰められていたところを武松との出会いで更生していき、中国拳法を伝授された。マフィア3人をたちどころに倒す、ムシュフシュの投げたナイフを素手で叩き落とすなど実力は高い。外見はミキ曰く「けっこー2枚目」「俳優？」とのこと。
短絡的な性格であり、正義感は強いものの、美女の誘惑には毎度のように引っ掛かる。また、かつて同僚をその手にかけたからか仲間意識は強く、正義のために他所の警察官を捨て駒に使った南風原一派に対しては激昂を露わにしている。
序盤から沙耶香に心惹かれており、沙耶香からはおちょくられることが多く、デスクワークは全て押し付けられているが、それでも沙耶香に対する行為は常にまっすぐであり、彼女を思う気持ちは誰にも負けない。しかしオマケ漫画では、沙耶香の写真を使ってヌードのアイコラを作るなどの情けないマネをしている。
コンコード事件の際はムシュフシュの襲撃を受けて左手を負傷するも、南風原一派の非人道的な作戦を知って激怒し、暴走族に攫われた沙耶香や襲撃を受けた警官たちを護るために鞍馬と組み「小九龍」に潜入する。暴走族に撃たれ精神崩壊を起こした沙耶香を抱きしめて思いのたけを告白し、彼女の心を取り戻すことに成功する。
事件終息後は沙耶香と両想いとなり、結ばれることとなる。
阿久津課長（あくつかちょう）
捜査特捜課課長。階級は巡査部長。沙耶香の叔父。常に笑顔を絶やさない好々爺で、沙耶香と一ノ瀬を優しく見守る上司。湯川刑事部長と共に捜査特捜班を立ち上げた人物であり、過去には公安に所属し丸岡を鍛え上げていた。
コンコード事件の際に湯川刑事部長を庇った責任を取らされて更迭されるが、事件解決後は捜査特捜班に復帰し、丸岡とも和解する。
小島（こじま）
阿久津課長更迭後の後任として課長に就任した中年警官。捜査特捜班とは全く面識がなく、本人も突然の異動に驚いている。

#### 特別機動捜査班
鞍馬 三郎（くらま さぶろう）
特機班長。左目と頬に傷を持つ男性。10年前に陸上自衛隊の空挺レンジャーを退役し、世界各地の戦場を渡り歩いていた。ムシュフシュともその時代に出会っている。
バスジャック犯を未成年だと知りながらも射殺しようとしたり、容疑者相手にロシアンルーレットを行って自白させたりするなど、荒々しい性格であるが、部下たちからは沙耶香へのナンパを茶化されるなど、からかわれることが多い。
コンコード事件では暴走族の銃撃を受けて負傷し、療養を命じられるものの、南風原一派の陰謀を知った一ノ瀬と共に単身コンコードのアジト「小九龍」へと向かい、ムシュフシュとの戦いに終止符を打つ。
海老沢 銀（えびさわ ぎん）
神奈川県警交通機動隊出身。車両運転のエキスパートで、鞍馬と組んでいることが多い。クールな性格。
葵 ガクト（あおい ガクト）
警視庁SAT出身。小柄で童顔だが、オリンピック日本代表に選ばれたこともある天才スナイパー。軽いノリで舞台を掻きまわす問題児であり、逃げ惑う強盗を喜々として撃ち殺すなど、トリガーハッピーな一面を持つ。
旭 悟（あさひ さとる）
福岡県警機動隊の出身。無精ひげを生やしたワイルドな巨漢で、剣道で5度の日本一に輝いている。豪放磊落とした人物であり、犯人をバイクで跳ね飛ばす、喜々として警棒でボコボコに打ち据えるなど、葵同様に犯人相手にサディスティックかつ乱雑な扱いをすることもしばしばある。
南風原 ユウ（はえばる ユウ）
警視庁特捜一課特殊犯罪捜査一係二係の管理官であり、特機の創設者。階級は警視で特機の直属の上司に当たる。丸岡と組み、警視庁の改革に乗り出す。非常に合理的な思考の持ち主で、大義のためであれば味方ですら切り捨てる。
その目的とは国家の安全と犯罪抑止のために特機の存在を上層部に認めさせることであり、コンコードをわざと泳がせて警察側に殉職者を発生させ、それに対応するべく警察の武装強化を推進するというものだった。それによりコンコードやその取引相手である暴走族に都内の警察署や派出所を襲撃させることに成功するが、特機の「柔軟な対応」により暴走族側に多数の負傷者を出した責任を取らされ、左遷される。更迭の際には捜査特捜班の人事に対し、丸岡と共に希望を告げ、阿久津課長の復職に貢献する。

#### 鉄道警察
佐倉 雪乃（さくら ゆきの）
鉄道警察所属の女性刑事。階級は巡査。社会に溢れている女性への理不尽な暴力を叩き潰すために警察官への道を志した。
本郷、一文字と共にレジオン摘発に向かうが返り討ちにされ、何十人もの男に輪姦された挙句、車内に磔にされる。その結果、精神を病んだ挙句に最上の性奴隷にされてしまい、著しい人権蹂躙を行われるが、沙耶香の声を聴いて自我を取り戻し、隙をついて最上を制圧し現行犯逮捕に導く。
やはり母乳が出る体質。
本郷（ほんごう）、一文字（いちもんじ）
佐倉刑事の同僚。レジオン摘発に向かうが、スタンガンで気絶させられてしまう。名前の由来は『仮面ライダー』の主人公である本郷猛と一文字隼人から。
最上逮捕後もレジオンの討伐に向け、佐倉刑事と共に捜査に当たっている。

#### その他
湯川 敦雄（ゆかわ あつお）
警視庁刑事部長。46歳。阿久津課長の旧友で、捜査特捜班の編成に携わっている。
コンコード事件の際、娘のマナがコンコードの売人に籠絡されていることが発覚し、それをかばおうとした阿久津課長共々更迭される。
丸岡（まるおか）
警視庁公安部総務課所属。公安時代の阿久津課長の後輩。
南風原と組んで湯川と阿久津課長を失脚させ、捜査特捜班を南風原の管理下に置き、特機の地位向上を目指すが、特機隊員たちによる暴走族への傷害の責任を取らされ、北海道に左遷される。異動の際には南風原と共に阿久津課長の復職に貢献している。

### 牧島偲演劇団
牧島 偲（まきしま しのぶ）
天才演出家。髭を蓄えた眼鏡の中年男性。講演を利用してコカインの商取引を行っており、下働きの少女に扮して囮捜査を行っていた沙耶香に取引の証拠を押さえられると、逃走してアレクセイとの合流を図るも、用済みと見なされてマフィアからの銃撃を受け死亡する。死の間際にエリカへの愛を語っており、その関係だけは偽りではなかった。
有村 エリカ（ありむら エリカ）
演劇団一の人気スター。一度『サロメ』の公演中に急病で休み、「ペルソナ」に代役を行われた経験から、「ペルソナ」に対し強い劣等感を抱いている。
実は牧島の愛人であり、他人の前で牧島との性行為を見せつけることにも何の躊躇いもない他、彼の命令になら何にでも従う。ファンのふりをして潜入捜査を行っていた一ノ瀬を捕まえ、牧島と共に彼を洗脳しようと試みるが、沙耶香の妨害により失敗、着の身着のままの姿で沙耶香に襲いかかるも、至近距離で空包を鳴らされ失神してしまう。以降の消息は不明。

### ロシアンマフィア
アレクセイ・イワノビッチ・チェルヴェンスキー
牧島とコカインの取引を行っていたマフィアの親玉。スキンヘッドに髭の風貌で、一ノ瀬曰く「ロシアの個性派俳優って感じ」。
元ソヴィエト連邦軍少尉で、キューバとコカインの取引を行っていたが、売買の足に使っていた牧島が捜査特捜班に正体を暴かれると、彼を用済みと見なし、部下2人と共に銃撃を加え殺害する。直後に駆けつけた一ノ瀬の蹴りを受けてダメージを負うが、部下の動かすヘリコプターに乗り込み逃走し、沙耶香と一ノ瀬を口封じのために殺害しようと試みる。しかし「SWATのスナイパー」の自己暗示をかけた沙耶香の放ったアサルトライフルでヘリのテールローターを撃ち抜かれ、落下していくヘリと運命を共にすることとなる。

### 赤穂総合病院
田尾 英喜（たお ひでき）
赤穂総合病院院長。角丸とは友人関係に当たり、政界に顔も聞く。
既に桐島に籠絡されており、彼女の命令を受けて不祥事を隠蔽し、警察の目を遠ざけるため政界に根回しし、臓器売買の隠蔽に協力していた。
桐島 透子（きりしま とおこ）
赤穂総合病院外科主任を務める美人女医。執刀技術の高さから「神技」の異名を取る。
10年前に肝臓癌で弟を亡くしており、本来なら犯罪である脳死患者や植物人間からの生体臓器摘出（もちろん被験者は完全に死ぬ）を行い、それを多額で取引していた。もっとも、それで私腹を肥やすのではなく、人工臓器の研究で有名なK大学医学部に多額の寄付を行っており、公判後は情状酌量が行われることが阿久津課長と一ノ瀬の口から語られている。
臓器売買の証拠を掴んだ沙耶香を拉致監禁し、塩化カリウム注射で殺害し口封じを行おうとするが、研究室に自らの危険を顧みずに飛び込んできた一ノ瀬の姿を見て、死の間際に「もういいんだよ、姉さん」と自分の痛みを押し隠して笑って見せた弟の姿を思い出して泣き崩れ、自首する道を選ぶ。
滝沢 洋一（たきざわ　よういち）
若き外科医。桐島の右腕として名を馳せている。
桐島の臓器売買に始めは賛同していたものの、良心の呵責から堪えられなくなり、院内窃盗を起こして自作自演で警察を呼び込む（他の病院に関しては桐島の臓器売買に関与していなかったため、因果関係はない）。
津村 しのぶ（つむら しのぶ）
外科外来のナース。病院内窃盗事件を探るために急患を装った一ノ瀬を担当する。不穏な行動から一ノ瀬に警戒されるが、実はただの色ボケであった。
藤村 ミキ（ふじむら ミキ）
看護学生。活発な性格で、患者たちからは津村と並んで人気の的になっている。廊下で出会った一ノ瀬に一目惚れし、窃盗事件に関する噂を教える。
事件解決後も一ノ瀬にしつこくアタックしている。
角丸 十三（かくまる じゅうぞう）
腎臓癌を患って入院している患者。民自党の前幹事長であり、田尾の古くからの友人。潜入した沙耶香に惚れ込んでいる。

### レジオン
最上 京一（もがみ きょういち）
痴漢組織「レギオン」の幹部、「マジシャン」の名を持つ人物。24歳。
国立大学・K大学大学院の医学部に属する学生であり、教授からも腕前を認められているエリートであるが、その本性は鉄道という閉鎖空間を利用して婦女を暴行し催眠暗示で従属させる卑劣漢。
実家・最上家は名家であり、跡継ぎ息子として厳格に育てられていたため、母親に対し盲目的な恐怖心を抱いており、そのことを指摘されると逆上する。普段の協調性のある温厚な性格はそういった「躾」で無理矢理形成されたもののため、反動で弱者を甚振り、跪かせるサディスティックな性倒錯を抱えることとなった。恩師の松本からも「治療を必要としているのではないか」と懸念されている。
佐倉刑事を洗脳した後に沙耶香を捕らえ暴行を振るうものの、沙耶香の掛け声で自我を取り戻した佐倉刑事に取り押さえられ、現行犯逮捕される。
秋山（あきやま）
レジオンの幹部で、最上配下の一人。眼鏡をかけた大学生。好みのタイプは年上。捜査特捜班での囮捜査に際し、一ノ瀬をスタンガンで攻撃し行動不能に追いやるが、沙耶香の囮による時間稼ぎで回復した一ノ瀬に倒され、逮捕される。
『副部長』
レジオンの幹部で、最上配下の一人。組織の古株であり、本名は不明。好みのタイプは女学生。最上を逃がすために二手に分かれる作戦に出て、そのまま逃走するが、最上の現行犯逮捕に伴い彼を含むシンパたちも捕縛されたことが、一ノ瀬の口から語られている。
三上（みかみ）
レジオンの幹部で、最上配下の一人。チーマー崩れで、車内で偶然出会った最上に傾倒しレジオンに参入した。最上を逃がすためにナイフで一ノ瀬に斬りかかるも、あっさり返り討ちにされて逮捕される。

### 茂木海運
茂木 佳男（もぎ よしお）
茂木海運社長。豪華客船「るるいえ」のオーナー。好色な性格で、オルガの他にも多数の女性を侍らせており、若干リョナ嗜好も散見される。「るるいえ」を利用して麻薬取引を行い、莫大な利益を着服していた。
沙耶香の変装した女レスラーに興味を抱きナンパを試みるが、突如として麻薬の急性中毒で命を落とす。
オルガ・イヴァノワ
茂木社長の秘書兼愛人。五か国語を操る金髪美女。格闘術にも詳しい文武両道の達人。
茂木と協力して麻薬取引に通訳として関与していたが、実は商売相手側の送り付けてきたスパイであり、警察の捜査が入ったことを知ると茂木に大量の麻薬を注射して死に至らしめる。麻薬取引への関与を疑われ一ノ瀬に拘束されそうになるが、自力で肩を外して逃走し、どこからともなく現れた潜水艦へと逃げ込んで国外逃亡する。

#### るるいえ
大島（おおしま）
「るるいえ」船長。口ひげを蓄えた老紳士。責任感の強い性格だが、「るるいえ」内で行われていた麻薬密売に関しては黙認を貫いていた。
実は茂木社長の実の父親であり、彼を茂木家に養子に出していたことに後ろめたさを感じ、茂木の差し金である麻薬密売に関し彼を護るためにあえて黙秘をしていた。茂木急逝後は息子の突然の死に涙を流し、捜査特捜班に自首することとなる。
高山 裕（たかやま ゆう）
「るるいえ」次席一等航海士。無精ひげを生やした男性。
麻薬密売の実行犯であり、3人の中ではリーダー格。莫大な借金を抱えていたため、それを返済するためにるるいえで麻薬密売に着手していた。茂木社長にマージンの引き上げを（半ば脅すつもりで）要求するが、「貴様等など簡単に始末できる」と無下に断られたことで身の危険を感じ、部下の2人と共に茂木暗殺を企てる。しかしそれを聞いていたオルガに先手を打たれてしまい、実行に着手する寸前に部下共々武松に叩きのめされ、東京で警察に引き渡される。
沖 昭三（おき しょうぞう）
「るるいえ」甲板長。高山と共に麻薬密売の片棒を担いでいた。高山からはさん付けで呼ばれている。競馬で身を持ち崩し、他の2人と共にるるいえに搭乗し、麻薬密売を行っていた。茂木社長暗殺に加担しようとしたが、高山共々武松に捕らえられる。
吉井 卓也（よしい たくや）
「るるいえ」甲板員。出っ歯の青年。高山と共に麻薬密売を実行していた。風俗通いで借金地獄に陥り、他の2人と共にるるいえで麻薬を売りさばいていた。最後は高山ともども武松に捕縛される。
三浦 良輔（みうら りょうすけ）
「るるいえ」のチーフパーサー。毛利と共に密輸の内部告発を行う。
毛利 和茂（もうり かずしげ）
「るるいえ」のクルーズディレクター。眼鏡をかけている。三浦と共に警視庁に内部告発を行う。
武松 星一（たけまつ せいいち）
るるいえの乗客。かつて絶望の淵に立たされていた一ノ瀬を救った恩人であり、中国拳法の達人。一ノ瀬からは「トータルで高級外車1台分」くらいの月謝を取っていたらしい。
かなりのスケベであり、沙耶香のハニートラップを快諾し、あっさり茂木海運の情報を売り、茂木海運に協力する振りをして麻薬取引の情報を聞き出す。茂木の急逝後、港に着くまでの間、捜査特捜班の協力のために高山一派を見張ることとなる。
冬河 マナ（ふゆかわ マナ）
コロッセオに出場していた美人レスラー。WWWP所属。茂木社長曰く「こういった健康的な美に目が無い」。1回戦でゴリアテと闘い、裸締めに遭って敗北する。
キラー・ゴリアテ
コロッセオに参戦していた巨漢レスラー。1回戦で冬河を瞬殺し、2回戦で彼女の妹を装った王雷風（沙耶香の変装）と対戦。絞め技・寝技のエキスパートで、かなりのサディスト（沙耶香曰く「ヘンタイ」）。雷風を苦しめるもののコーナーポストを利用した蹴りと、空中からの膝蹴りを受けてKO負けする。

### 赤い彗星（クラースヌイ・カミエータ）
深見 十蔵（ふかみ じゅうぞう）
1970年代から1980年代に国内を騒がせた政治犯。米大使館襲撃、警察署連続爆破テロ、現金輸送車襲撃などの犯罪に手を染め、20年前に公安のマークを振り切って逃走した。
20年前に内部抗争を治めるため、敵勢力の襲撃と偽って副島達を闇討ちにして味方側の結束を高めようとした。しかし生き延びた副島により逮捕監禁され、壮絶な調教を受け、地下老に閉じ込められることになった。
沙耶香たちが牢から出した時には既に人語を解する知能すらも失っており、野獣と化していた。その無残な姿を見て錯乱した藤田の銃撃を受けて倒れるが、屋敷の崩落から副島たちをかばい、笑顔を浮かべて炎の中に消えていく。
藤田 竜平（ふじた りゅうへい）
「赤い彗星」の現行動隊長。37歳。深見の弟子であり、高校時代は兄のように深見を慕っていた。
副島邸に深見が匿われているという情報を聞きつけると、部下と共に屋敷に時限爆弾を仕掛け襲撃する。そこで目にした、変わり果てた深見の姿を見て絶望し、ライフルを乱射して彼に大怪我を負わせてしまう。屋敷崩壊後は警察に自首し、その供述により「赤い彗星」の幹部は軒並み捕縛されることとなる。

### 副島家
副島 礼一（それじま れいいち）
副島グループ役員。大学時代は深見の親友であり、共に「赤い彗星」で活動していた。今なお「赤き彗星」に裏で資金援助を行っている。
20年前に事故に遭って下半身に障害を抱えており、車いすが手放せない。かなりのサディストでもあり、事故の後遺症で性機能が無いのもあって、メイドたちに理不尽な性的虐待を加えるのを嗜好としている。
実は20年前に深見一派の襲撃を受けて瀕死の重傷を負っており、前述の「事故」も全てその内ゲバを覆い隠す嘘だった。生き残った副島は深見への復讐のため、彼を捕らえて執拗な暴行と調教を加え、奴隷にして地下で飼育していた。しかし屋敷の崩落の際に深見から守られたことで自分の過ちに気付き、涙することとなる。
「赤い彗星」壊滅後も特に何の罪状もかけられることもなく、入院生活を送っている。
酒井（さかい）
副島に仕える老執事。メイドの人事管理と懲罰の権利を握っている。ボクシングの達人であり、藤田の部下をたちまち鎮圧するほどの腕っぷしを有する。一ノ瀬が呆れるほどの巨根。
入江 鈴香（いりえ すずか）
副島邸のメイド長。ショートボブの巨乳美女。乳房からは母乳の出る体質であり、副島の紅茶にも自らの乳房を絞り母乳を注いでいる他、副島や酒井から頻繁に調教を受けている。

### コンコード
ムシュフシュ
コンコードが雇った殺し屋。両耳に無数のピアスをはめ、全身に刺青を彫った色黒のアラブ人男性。凄腕のナイフ使いで、一ノ瀬以上の格闘術の使い手。仕事に関係のない相手まで手にかけたり、一ノ瀬との戦いでも躊躇なく通行人に刃を向けたりするなど、極度の殺人嗜好症であり、表からも裏からも忌み嫌われている。鞍馬の片目を奪った張本人でもあり、「憎しみ」の種を世界中にばらまき、復讐心に燃える相手を返り討ちにすることを何よりも好んでいる。
小上海で鞍馬を迎え撃つも、鞍馬の「隠し弾」で胸を撃ち抜かれ息絶える。
カーロス
コンコードの末端構成員のコロンビア人。かなりの女好きで、マナを始めとする女という女にコカインの味を覚えさせ、カキタレに使っていた。
ソ連崩壊のどさくさに紛れ、東側諸国から流入した銃器を日本中で売りさばき、日本を銃火器の新たな市場に変えようと目論んでいた。しかしイサムにその計略をばらされてしまい、紗耶香救出のために乗り込んできた一ノ瀬に殴打されて現行犯逮捕される。

### コンコードの取引相手
バスジャック犯
コンコードから自動小銃を渡された不良少年。TV局のロケバスをジャックし、女子アナを強姦した上でその一部始終を撮影するなどという非道な悪事を行ったが、駆け付けた鞍馬に現行犯逮捕され、口の中に銃口を突っ込まれて取引相手を吐かされる。
張（チャン）
都内でキャバレーを経営する中国人男性。コンコードに黒星（拳銃）の斡旋を行っていたが、特機の滅茶苦茶な取り調べで情報を吐かされてしまう。
イサム
カーロスから大量の銃器を購入した暴走族の下っ端。常に野球帽を逆さに被っている。
仲間を捕縛しようとした警官を撃ち殺し、カーロスに匿われていた。カーロスから「好きに使え」と渡された紗耶香の身体に溺れるが、カーロスの企みを聞いてしまい自分たちがコンコードを利用したつもりが逆に掌の上で踊らされていたことを知り錯乱。止めに入った紗耶香を撃ってしまう。
殴り込みをかけた一ノ瀬がカーロスを倒すとコンコードの陰謀を仲間に知らせ、暴動を終焉に導く。最後は特機に現行犯逮捕される。

## 書誌情報
- 原作：出海まこと・作画：高橋雄一郎 『女刑事ペルソナ』 白泉社〈ジェッツコミックス〉、全5巻
  1. 2000年1月発売 ISBN 4-592-13308-0
  2. 2000年9月発売 ISBN 4-592-13310-2
  3. 2001年2月発売 ISBN 4-592-13311-0
  4. 2001年7月発売 ISBN 4-592-13312-9
  5. 2001年12月発売 ISBN 4-592-13313-7